# Самак
Самак (узб. Samoq, Самоқ) — міське селище в Узбекистані, в Яккабазькому районі Кашкадар'їнської області.
Статус міського селища з 2009 року.